# 白松涛
白松涛（1972年—），男，满族，遼寧遼中人，中华人民共和国政治人物。昆明理工大学国土开发与城乡建设系工程测量专业毕业，北京大学光华管理学院工商管理在职研究生学历。现任广西壮族自治区发展和改革委员会主任。

## 生平
1991年9月，在昆明理工大学国土开发与城乡建设系工程测量专业学习。1995年4月加入中国共产党。1995年7月参加工作，任中国有色金属工业总公司企业部干部（其间：1995年8月至1998年2月，作为国家人事部选拔的优秀毕业生在西藏山南地区经贸体改委锻炼）。1998年8月，任中国铜铅锌集团公司筹备组业务主办、企划部运行处业务主管。2000年10月，任中国铝业公司（筹）生产技术部生产运行处业务主管。2001年4月，任中国铝业公司生产技术部生产运行处业务主管、生产技术部（安环部）生产计划处（环境保护处）副经理（其间：2000年7月至2002年7月，在北京大学光华管理学院工商管理专业学习）。2003年11月，任中国铝业公司办公厅秘书处处长、党组秘书。2008年3月，任中国铝业公司广西分公司党委副书记。
2008年11月，任中共广西壮族自治区党委政策研究室副主任。2009年11月，任中共崇左市委常委，扶绥县委书记。2011年6月，任中共崇左市委常委。2011年9月，任中共崇左市委常委、副市长。2012年6月，任共青团广西壮族自治区委书记。2013年2月，当选第十二届全国政协委员，代表中国共产主义青年团人士。2017年5月，任中共桂林市委副书记。
2020年4月，任中共玉林市委副书记、市人民政府市长。2023年8月，不再担任玉林市长，转任广西壮族自治区发展和改革委员会主任。